# 체코의 국장

체코의 국장

체코의 국장은 체코를 상징하는 문장으로 1992년 12월 17일에 제정되었다. 4개의 작은 공간으로 나뉜 방패 안에는 체코를 구성하는 3개의 역사적인 지역인 보헤미아, 모라바, 실레시아를 상징하는 문양이 그려져 있다.
국장의 왼쪽 상단과 오른쪽 하단에는 보헤미아(빨간색 바탕에 금색 왕관을 쓴 2개의 꼬리가 달린 은색 사자 문양이 그려진 문양), 오른쪽 상단에는 모라바를 상징하는 문양(파란색 바탕에 금색 왕관을 쓴 빨간색과 은색 2가지 색의 체크 문양의 독수리가 그려진 문양)이 그려져 있으며 왼쪽 하단에는 실레시아를 상징하는 문양(금색 바탕에 금색 왕관을 쓴 검은색 독수리가 그려진 문양)이 그려져 있다.

체코의 소형 국장 및 보헤미아의 문장
모라바의 문장
체코령 실레시아의 문장

## 같이 보기
- 체코슬로바키아의 국장